# Pépé Abed
Youssef Gergi Abed (1911 - december 2006), ook wel bekend als Pépé Abed, was een Libanese avonturier, sportduiker, amateur-archeoloog en ondernemer. Hij wordt beschouwd als de belichaming van de "gouden eeuw van Libanon" en werd ook wel "de Hugh Hefner van het Midden-Oosten" genoemd.
Abed werd geboren in Rmeil, maar bracht veel van zijn eerste levensjaren door in Mexico. Begin jaren vijftig keerde hij, werkzaam als juwelier, terug naar Libanon.
Abed werd een belangrijke initiatiefnemer voor het ontwikkelen van het toeristisch potentieel van Libanon met onder meer de Acapulco Beach Club in Jnah, het Bacchus hotel met nachtclub in Beiroet, de Admiral's Club in Tyrus, de Hacienda in Amshit en zijn persoonlijke toevluchtsoord, de fameuze door vele beroemdheden bezochte Byblos Fishing Club in Byblos. Tot de bezoekers van de Byblos Fishing Club behoorden onder andere Anita Ekberg, Johnny Hallyday, Kim Novak, Ginger Rogers, Václav Havel en de Libanese president Camille Chamoun.
In 1962 opende hij het Pépé Abed Museum in Byblos naast de Fishing Club, met zijn collectie Griekse, Romeinse en Fenicische oudheden die hij tijdens tientallen jaren duiken op de bodem van de Middellandse Zee had vergaard. Het museum staat onder toezicht van UNESCO.
In de jaren zestig was de Byblos Fishing Club een attractie geworden voor de jet-set. Abed had destijds een imperium aan hotels, clubs en restaurants in handen, gericht op toerisme in het luxe-segment.